# Abismo Guy Collet
El abismo Guy Collet (SP-090) es una cueva de Brasil, la más profunda de América del Sur, y la más profunda del mundo formada en cuarcita. Situado en un tepui en el norte de Brasil, cerca de la frontera con Venezuela, administrativamente pertenece al municipio de Barcelos, al norte del estado de Amazonas. Esta cueva fue explorada por primera vez por los espeleólogos (Pesquisadores da Sociedade Brasileira de Espeleologia (SB) y por la ONG Akakor Geographical Exploring) en 2006 en una expedición italo-brasileña, alcanzado una profundidad de 671 m.